# Amenhotep (orvos)

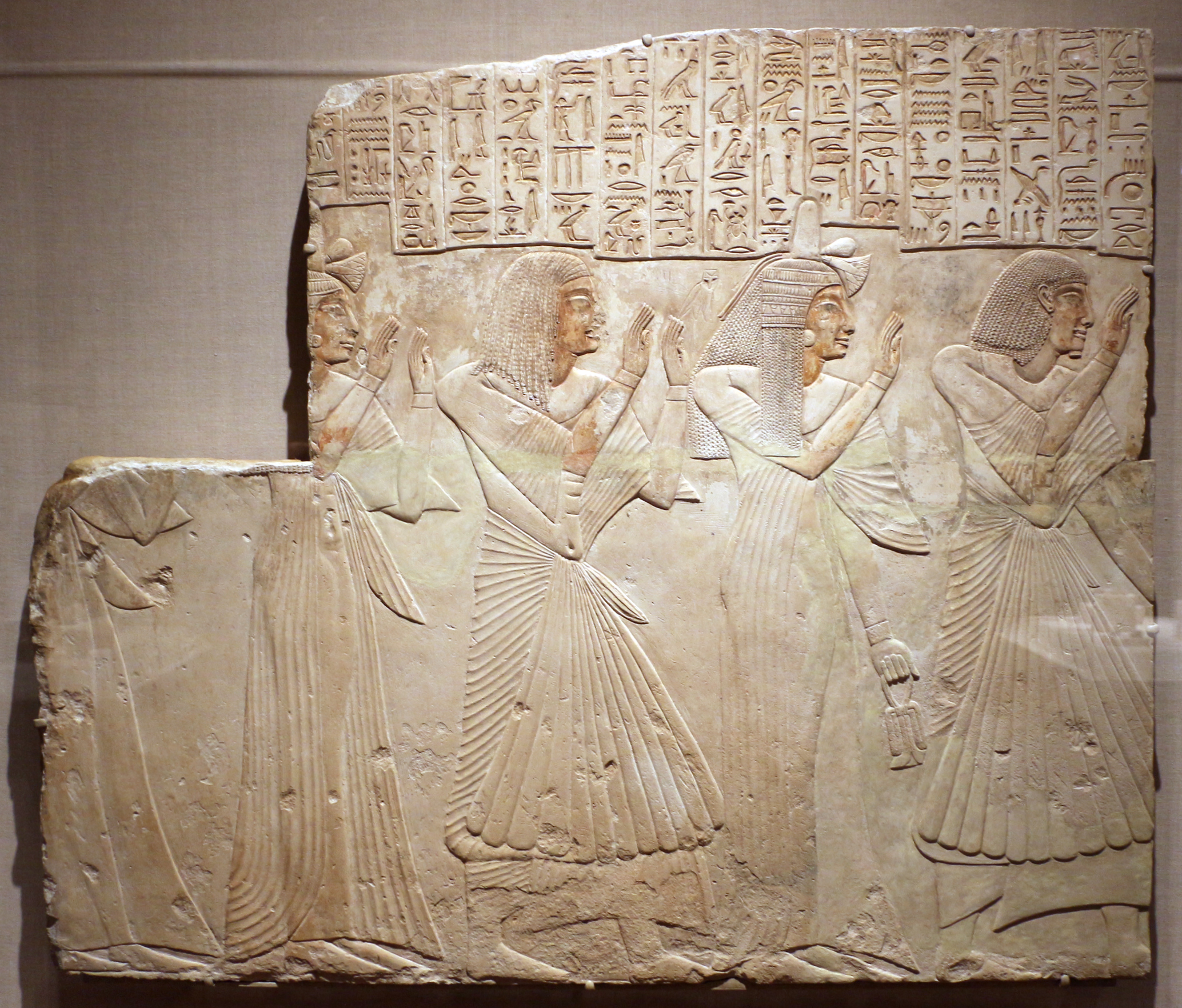
Relief Amenhotep aszjúti sírjából, ma a Clevelandi Művészeti Múzeumban

Amenhotep (ỉmn-ḥtp, „Ámon elégedett”) ókori egyiptomi hivatalnok és orvos volt a XIX. dinasztia idején. Főleg díszes sírkápolnájáról ismert, melyet 1913/14-ben tárt fel Ahmed Bey Kamal a közép-egyiptomi Aszjútban.
Amenhotep számos címet viselt: királyi írnok, fő felolvasópap, Szahmet wab-papjainak elöljárója, főorvos. Felesége, Renenutet, akit ábrázolnak sírjában, Upuaut és Ámon-Ré énekesnője volt. Fiuk, Juni egy, a közelben talált szoborról ismert, ő szintén Szahmet wab-papjainak elöljárója és főorvos volt, utóbbi címet Amenhotep unokája, Hai is betöltötte.
Amenhotep sírkápolnája eredetileg viszonylag kicsi volt, talán csak három méter hosszú, 1,52 méter széles és 2,40 méter magas. Mennyezete boltíves volt. A falakat festett mély- és magasdomborművel díszítették, minőségük kiváló. A hátsó falon két kép Amenhotepet ábrázolja áldozati asztal előtt, egy felsőbb regiszterben pedig két kép Ozirisz előtt ábrázolja. A kápolna jobb oldalán szintén Ozirisz előtt áll, ítélkezést ábrázoló jelenetben. A bal oldalon Amenhotepet és családját Hathor vezeti Ré és Anubisz elé. A kápolna jó állapotban maradt meg, még színei is jelentős részben fennmaradtak. A domborművek ma különböző gyűjteményekben találhatóak, a hátsó és jobb oldali fal jelentős része Berlinben, a Neues Museumban, a bal oldali fal nagy része a Clevelandi Művészeti Múzeumban.

## Fordítás
- Ez a szócikk részben vagy egészben  az   Amenhotep (Asyut) című angol Wikipédia-szócikk ezen változatának fordításán alapul.  Az eredeti cikk szerkesztőit annak laptörténete sorolja fel. Ez a jelzés csupán a megfogalmazás eredetét és a szerzői jogokat jelzi, nem szolgál a cikkben szereplő információk forrásmegjelöléseként.